# Marie Mongin
Pour les articles homonymes, voir Mongin.
Marie Mongin, également connue comme Mme Cœdès-Mongin, est une pianiste et pédagogue française née le 11 juin 1841 à Besançon et morte le 9 mars 1931 à Paris.

## Biographie
Marie-Louise Mongin naît le 11 juin 1841 à Besançon,.
Son père est avocat et sa mère lui donne ses premières leçons de musique. Elle se perfectionne ensuite auprès de Roncaglio, organiste de l'église Saint-Pierre, et fait montre de grandes facilités, si bien que sa famille décide de s'installer à Paris,.
En 1853, Marie Mongin entre au Conservatoire de Paris. En 1856, elle est lauréate d'un 1er prix de solfège, avant d'obtenir un 1er prix de piano en 1859 dans la classe de Louise Farrenc, puis un 1er prix d'harmonie et accompagnement en 1961 dans la classe d'Émile Bienaimé,,.
« Habile virtuose, grande musicienne et lectrice de premier ordre » pour François-Joseph Fétis, elle se produit avec succès en concerts à Paris et s'illustre en particulier lors des « séances historiques de piano » organisées par Louise Farrenc, jouant notamment des œuvres des XVIe, XVIIe et XVIIIe siècles tirées du recueil Le Trésor des pianistes publié par Farrenc,,.
Elle est également une chambriste recherchée et se produit avec différentes formations, le quatuor de Charles Lamoureux et le Quatuor féminin (constitué de Catarina Lebouys au violon 1, Jenny Claus au violon 2, Fanny Claus à l'alto et Hélène de Katow au violoncelle), ou lors des séances d'Achille Gouffé ou Charles Lebouc,,.
Marie Mongin épouse le 2 mai 1870 Louis-Albert Cœdès,, fils du peintre Louis-Eugène Cœdès.
Elle se consacre ensuite de plus en plus au professorat. Également connue désormais sous le nom de Mme Cœdès-Mongin, elle dirige sa propre école de piano à Paris, qui propose une offre complète d'enseignement musical, à laquelle collabore également ses enfants adultes.
Son fils, André Cœdès-Mongin (1871-1954) devint organiste et compositeur,. Il épousa Carmen (Louise Jeanne) Campagna de Sartano (1874-1958, élève d'Adrien Barthe au Conservatoire) en 1901 : on entendit pendant la messe de mariage Alexandre Guilmant (orgue), Joseph Bizet (orgue de chœur), Gaston Courras (violoncelle), Victor Balbreck (violon) et Horace Hurm (hautbois et inventeur). Il fut fait Chevalier de la Légion d'honneur en 1933. Sa Suite op. 5 a été enregistrée par Filippo Mazzoli et Nathalie Dang. Son oncle paternel était le compositeur Auguste Coédès.
Marie Cœdès-Mongin meurt le 9 mars 1931 à Paris.